# Mizque (stad)
Mizque (Quechua: Misk'i llaqta) is een kleine stad in het departement Cochabamba, Bolivia. Het is de hoofdplaats van de gelijknamige gemeente, gelegen in de eveneens gelijknamige provincie. 
Bij de census van 2012 was ze naar aantal inwoners de 125ste stad van Bolivia. 

## Bevolking
| Jaar | Populatie |
| ---- | --------- |
| 1992 | 1.863     |
| 2001 | 2.677     |
| 2012 | 3.474     |

## Bekende personen
- Casimira Rodríguez - Eerste Boliviaanse minister van Quechua-komaf